# Imposto Municipal sobre as Transmissões Onerosas de Imóveis
O Imposto Municipal sobre as Transmissões Onerosas de Imóveis (IMT) é um imposto municipal direto sobre o património que incide sobre as transmissões a título oneroso, do direito de propriedade ou de figuras parcelares desse direito (usufruto, uso e habitação, direito de superfície, servidões prediais) sobre bens imóveis (urbanos, rústicos) situado no território português, pago pelo adquirente.

## História
O IMT veio meramente substituir, com redução de taxa máxima para habitação própria permanente de 10% para 6%, subida da isenção base de cerca de 61.000€00 para 80.000€00, e aplicação da taxa máxima a valores superiores a 500.000€00, o Imposto Municipal de Sisa, pelo Decreto-Lei N.º 287/2003, de 12 de novembro, que entrou em vigor em 1 de janeiro de 2004, por José Manuel Durão Barroso, apesar da anterior defesa da sua abolição, e a pretexto de que o fim do imposto em vigor levaria à aplicação imediata do IVA à taxa máxima de 19%, o que seria mais oneroso para os portugueses.
O IMT tem o efeito pernicioso de desincentivar os proprietários, por obterem menos lucros, de realizar comércio interno e comércio externo de bens imóveis. Ter de se pagar um imposto para se poder comprar algo também dificulta a aquisição de bens imóveis que careçam de reabilitação urbana ou o investimento para obter rendimento predial rural ou urbano e contribui para uma menor qualidade de vida por se ter menos dinheiro para adquirir bens imóveis ou direitos com eles relacionados.
O IMT apenas surgiu e vigora em Portugal.

## Aplicação
Sempre que exista uma mudança de proprietários dum imóvel num valor acima de 80.000€00, o IMT aplica-se, a par do Imposto do Selo (IS), apenas caso essa transmissão seja operada a título oneroso. Se essa transmissão for a título gratuito, será então tributada apenas em sede de IS.
A liquidação do IMT e respetivo IS deve ser efetuada pelo adquirente antes da celebração do contrato de promessa de compra e venda, caso se verifique a tradição do imóvel para o promitente comprador, exceto se se tratar de compra de imóvel de habitação para sua residência própria e permanente ou do seu agregado familiar, sendo, neste caso e nos restantes, antes da celebração da escritura pública.
E isto é assim, porque o conceito de transmissão fiscal de imóveis por vezes não é coincidente com o conceito de transmissão civil, para este, verifica-se a transmissão operada pela celebração da escritura pública, para aquele, logo verificada a tradição do imóvel para promitente comprador, portanto o IMT, mostra-se constituído, logo que verificada a transmissão a título oneroso, seja ela fiscal seja ela civil.

## Isenções
Estão isentos do pagamento de IMT: 
- Todos os adquirentes de imóveis para habitação própria permanente cujo valor patrimonial tributário (VPT) ou valor declarado na escritura não seja superior a 92.407€00 em Portugal Continental ou 115.508€00 nos Açores e na Madeira[6][7]
- Todos os adquirentes de imóveis para habitação própria e permanente que tenham 35 anos ou menos, façam a escritura da casa a partir do dia 1 de agosto de 2024, não tenham outra casa ou parte doutro imóvel que sirva para habitação (e, anteriormente, que também não tivessem tido previamente outra habitação própria comprada, doada ou herdada) e cujo valor de compra não vá além dos 316.772€00, sendo que entre os 316.772€00 e os 633.453€00 a isenção só é aplicada até ao valor de 316.772€00, tendo de pagar imposto relativo ao valor a mais, e não sendo possível pedir isenção do IMT e do IS numa compra acima dos 633.453€00; se o imóvel for comprado por duas pessoas em conjunto, se uma delas já tiver uma casa e / ou mais do que 35 anos, a isenção baixa para 50%[6][7]
- Todas as compras de prédios urbanos ou apartamentos destinados a arrendamento para habitação permanente, caso o imóvel pertença ao Estado, às Regiões Autónomas, às Autarquias Locais, a Associações ou Federações de Municípios e dos seus serviços ou a estabelecimentos e organismos sem qualquer negócio empresarial[6][7]
- Todas as compras de imóveis que necessitem ou nos quais se queira fazer obras de reabilitação, desde que estas se iniciem num prazo máximo de seis meses após a escritura pública e dentro das condições previstas no ponto 1 do Artigo 45.º do Estatuto dos Benefícios Fiscais, sendo que não pode ser acumulada com outros benefícios fiscais relativos à habitação, entre os quais a isenção do Imposto Municipal sobre Imóveis (IMI)[6][7]
- Todas as compras de imóveis para revenda, desde que esta seja feita num prazo máximo de três anos após a compra, podendo-se neste caso pedir a isenção antes da compra e da escritura pública, pelo que se tem de cumprir alguns requisitos e ter em conta que a isenção pode caducar, ou, em alternativa, pedir um reembolso quando vender o imóvel[6][7]
- Todas as compras de imóveis situados numa zona de intervenção florestal[6][7]
- Todas as compras de imóveis efetuadas por uma instituição de crédito, devido a um processo de execução, falência e insolvência,[6][7] a fim de facilitar a venda desses mesmos imóveis pelos executados, falidos e insolventes
- Todas as compras de imóveis classificados como património, se forem de especial interesse nacional público ou privado[6][7]

## Cálculo da taxa a pagar
a) Aquisição de prédio urbano ou de fracção autónoma de prédio urbano destinado exclusivamente a habitação:
| Tabela 2012 Escalões (Euros)             | Taxa Marginal | Taxa Marginal Valor a Abater |
| ---------------------------------------- | ------------- | ---------------------------- |
| de 92.407 (ou 115.508) até 126.403 euros | 2%            | 1848,14 euros                |
| de 126.403 até 172.348 euros             | 5%            | 5640,23 euros                |
| de 172.348 até 287.213 euros             | 7%            | 9087,19 euros                |
| de 287.213 até 574.323 euros             | 8%            | 11959,32 euros               |
| superior a 574.323 euros                 | 6%            | Taxa única                   |

b) Aquisição de prédios rústicos - 5%
c) Aquisição de outros prédios urbanos e outras aquisições onerosas - 6,5%
Nota: A tabela é de 2012 (há variação de ano para ano). A tabela também é diferente para as regiões autónomas dos Açores e da Madeira.
O imposto é calculado multiplicando a "Taxa Marginal" pelo preço de transacção do imóvel previsto no Contrato-Promessa de Compra e Venda ou na Escritura Pública (ou sobre o valor patrimonial constante da matriz predial, se for maior) deduzido do "Valor a Abater".

## Onde e como pagar
Em qualquer Serviço de Finanças, antes da realização da escritura de compra e venda, em sede de boletim Modelo 1 do IMT.